# Skæring Sogn
Skæring Sogn er et sogn i Århus Nordre Provsti (Århus Stift). Sognet ligger i Aarhus Kommune. I Skæring Sogn ligger Skæring Kirke.
I Skæring Sogn findes flg. autoriserede stednavne:
- Kystparken (bebyggelse)
- Munkeparken (bebyggelse)
- Skæring (bebyggelse, ejerlav)
- Skæring Hede (bebyggelse)
- Skæring Strand (bebyggelse)
- Søgårdsparken (bebyggelse)
- Toftegårdsparken (bebyggelse)
- Tålfor Strand (bebyggelse)

Skæring Sogn blev udskilt af Egå Sogn i 1996.